# Netball-Weltmeisterschaft 1975
Die Netball-Weltmeisterschaft 1975 war die dritte Austragung der Weltmeisterschaft im Netball. Die Weltmeisterschaft wurde im neuseeländischen Auckland auf den Windmill Road Courts auf Außenfeldern ausgetragen. Aus dem Turnier ging Australien, nachdem es alle Spiele gewinnen konnte, als Sieger hervor.

## Teilnehmer
- Australien
- England
- Fiji
- Jamaika
- Neuseeland
- Nordirland
- Papua-Neuguinea
- Schottland
- Singapur
- Trinidad und Tobago
- Wales

## Format
Jede Mannschaft spielte in einem Rundenturnier jeweils gegen jede andere Mannschaft ein Mal. Für einen Sieg gab es zwei Punkte, für ein Unentschieden einen Punkt.

## Ergebnisse

### Tabelle
Zum Ende des Turniers bildete sich der folgende Stand:
| Rang | Land                | Gew. | Unent. | Verl. | Punkte |
| ---- | ------------------- | ---- | ------ | ----- | ------ |
| 1    | Australien          | 9    | 1      | 0     | 19     |
| 2    | England             | 9    | 0      | 1     | 18     |
| 3    | Neuseeland          | 8    | 1      | 1     | 17     |
| 4    | Trinidad und Tobago | 7    | 0      | 3     | 14     |
| 5    | Jamaika             | 6    | 0      | 4     | 12     |
| 6    | Wales               | 4    | 1      | 5     | 9      |
| 7    | Schottland          | 4    | 1      | 5     | 9      |
| 8    | Fiji                | 3    | 0      | 7     | 6      |
| 9    | Nordirland          | 2    | 0      | 8     | 4      |
| 10   | Singapur            | 1    | 0      | 9     | 2      |
| 11   | Papua-Neuguinea     | 0    | 0      | 10    | 0      |

### Runde 1
| 22. August (14:05) | Auckland (Court 2) | Jamaika 41 | – | Schottland 36 |
|                    |                    |            |   |               |

| 22. August (14:05) | Auckland (Court 3) | England 67 | – | Singapur 12 |
|                    |                    |            |   |             |

| 22. August (15:30) | Auckland (Court 1) | Fiji 38 | – | Nordirland 35 |
|                    |                    |         |   |               |

| 22. August (15:35) | Auckland (Court 2) | Trinidad und Tobago 48 | – | Wales 36 |
|                    |                    |                        |   |          |

| 22. August (15:35) | Auckland (Court 3) | Australien 86 | – | Papua-Neuguinea 12 |
|                    |                    |               |   |                    |

### Runde 2
| 23. August (13:00) | Auckland (Court 1) | Wales 55 | – | Fiji 27 |
|                    |                    |          |   |         |

| 23. August (13:15) | Auckland (Court 2) | Trinidad und Tobago 64 | – | Nordirland 22 |
|                    |                    |                        |   |               |

| 23. August (14:30) | Auckland (Court 1) | Neuseeland 58 | – | Jamaika 23 |
|                    |                    |               |   |            |

| 23. August (14:45) | Auckland (Court 2) | England 114 | – | Papua-Neuguinea 16 |
|                    |                    |             |   |                    |

| 23. August (14:45) | Auckland (Court 3) | Singapur 10 | – | Australien 65 |
|                    |                    |             |   |               |

### Runde 3
| 25. August (13:15) | Auckland (Court 2) | Singapur 35 | – | Schottland 53 |
|                    |                    |             |   |               |

| 25. August (13:15) | Auckland (Court 3) | Jamaika 38 | – | Wales 31 |
|                    |                    |            |   |          |

| 25. August (14:30) | Auckland (Court 1) | Australien 45 | – | Trinidad und Tobago 37 |
|                    |                    |               |   |                        |

| 25. August (14:45) | Auckland (Court 2) | Fiji 50 | – | Papua-Neuguinea 38 |
|                    |                    |         |   |                    |

| 25. August (14:45) | Auckland (Court 3) | Neuseeland 80 | – | Nordirland 11 |
|                    |                    |               |   |               |

### Runde 4
| 26. August (13:00) | Auckland (Court 1) | Schottland 32 | – | Trinidad und Tobago 55 |
|                    |                    |               |   |                        |

| 26. August (13:15) | Auckland (Court 2) | Australien 66 | – | Nordirland 20 |
|                    |                    |               |   |               |

| 26. August (13:15) | Auckland (Court 3) | Neuseeland 96 | – | Fiji 25 |
|                    |                    |               |   |         |

| 26. August (14:45) | Auckland (Court 2) | England 59 | – | Jamaika 15 |
|                    |                    |            |   |            |

| 26. August (14:45) | Auckland (Court 3) | Wales 61 | – | Papua-Neuguinea 14 |
|                    |                    |          |   |                    |

### Runde 5
| 27. August (13:00) | Auckland (Court 1) | Singapur 20 | – | Nordirland 36 |
|                    |                    |             |   |               |

| 27. August (13:15) | Auckland (Court 2) | Neuseeland 88 | – | Wales 16 |
|                    |                    |               |   |          |

| 27. August (13:15) | Auckland (Court 3) | Jamaika 52 | – | Papua-Neuguinea 24 |
|                    |                    |            |   |                    |

| 27. August (14:30) | Auckland (Court 1) | England 39 | – | Trinidad und Tobago 37 |
|                    |                    |            |   |                        |

| 27. August (14:45) | Auckland (Court 3) | Schottland 24 | – | Australien 65 |
|                    |                    |               |   |               |

### Runde 6
| 28. August (13:00) | Auckland (Court 1) | England 56 | – | Wales 28 |
|                    |                    |            |   |          |

| 28. August (13:15) | Auckland (Court 3) | Singapur 17 | – | Neuseeland 64 |
|                    |                    |             |   |               |

| 28. August (14:30) | Auckland (Court 1) | Jamaika 32 | – | Australien 62 |
|                    |                    |            |   |               |

| 28. August (14:45) | Auckland (Court 2) | Schottland 49 | – | Fiji 47 |
|                    |                    |               |   |         |

| 28. August (14:45) | Auckland (Court 3) | Trinidad und Tobago 82 | – | Papua-Neuguinea 17 |
|                    |                    |                        |   |                    |

### Runde 7
| 29. August (13:00) | Auckland (Court 1) | Papua-Neuguinea 30 | – | Nordirland 40 |
|                    |                    |                    |   |               |

| 29. August (13:15) | Auckland (Court 2) | Australien 65 | – | Fiji 20 |
|                    |                    |               |   |         |

| 29. August (13:15) | Auckland (Court 3) | England 61 | – | Schottland 24 |
|                    |                    |            |   |               |

| 29. August (14:30) | Auckland (Court 1) | Neuseeland 49 | – | Trinidad und Tobago 33 |
|                    |                    |               |   |                        |

| 29. August (14:45) | Auckland (Court 3) | Singapur 31 | – | Jamaika 56 |
|                    |                    |             |   |            |

### Runde 8
| 1. September (13:00) | Auckland (Court 1) | Jamaika 50 | – | Trinidad und Tobago 53 |
|                      |                    |            |   |                        |

| 1. September (13:15) | Auckland (Court 2) | Wales 53 | – | Singapur 22 |
|                      |                    |          |   |             |

| 1. September (13:15) | Auckland (Court 3) | Schottland 56 | – | Nordirland 33 |
|                      |                    |               |   |               |

| 1. September (14:30) | Auckland (Court 2) | Neuseeland 103 | – | Papua-Neuguinea 12 |
|                      |                    |                |   |                    |

| 1. September (14:45) | Auckland (Court 3) | Fiji 23 | – | England 82 |
|                      |                    |         |   |            |

### Runde 9
| 2. September (13:00) | Auckland (Court 1) | Schottland 60 | – | Papua-Neuguinea 38 |
|                      |                    |               |   |                    |

| 2. September (13:15) | Auckland (Court 2) | Singapur 39 | – | Fiji 62 |
|                      |                    |             |   |         |

| 2. September (13:15) | Auckland (Court 3) | Australien 67 | – | Wales 14 |
|                      |                    |               |   |          |

| 2. September (14:30) | Auckland (Court 1) | England 39 | – | Neuseeland 38 |
|                      |                    |            |   |               |

| 2. September (14:45) | Auckland (Court 2) | Jamaika 60 | – | Nordirland 27 |
|                      |                    |            |   |               |

### Runde 10
| 3. September (13:00) | Auckland (Court 1) | Singapur 45 | – | Papua-Neuguinea 35 |
|                      |                    |             |   |                    |

| 3. September (13:15) | Auckland (Court 2) | Neuseeland 81 | – | Schottland 35 |
|                      |                    |               |   |               |

| 3. September (13:15) | Auckland (Court 3) | Trinidad und Tobago 76 | – | Fiji 28 |
|                      |                    |                        |   |         |

| 3. September (14:30) | Auckland (Court 1) | Australien 41 | – | England 36 |
|                      |                    |               |   |            |

| 3. September (14:45) | Auckland (Court 2) | Wales 35 | – | Nordirland 26 |
|                      |                    |          |   |               |

### Runde 11
| 4. September (9:30) | Auckland (Court 1) | Fiji 20 | – | Jamaika 60 |
|                     |                    |         |   |            |

| 4. September (9:45) | Auckland (Court 2) | England 71 | – | Nordirland 21 |
|                     |                    |            |   |               |

| 4. September (11:00) | Auckland (Court 1) | Schottland 37 | – | Wales 37 |
|                      |                    |               |   |          |

| 4. September (14:30) | Auckland (Court 1) | Singapur 13 | – | Trinidad und Tobago 59 |
|                      |                    |             |   |                        |

| 4. September (14:45) | Auckland (Court 2) | Australien 34 | – | Neuseeland 34 |
|                      |                    |               |   |               |